# エバン・オールマイティ
『エバン・オールマイティ』（Evan Almighty）は、2007年のアメリカ映画。現代を舞台に、神に箱船を作るよう命令された男を描いたコメディ映画。
『ブルース・オールマイティ』（2003年）の続編である。前作でブルース（ジム・キャリー）のライバルだったエバン（スティーヴ・カレル）が主人公となる。
アメリカでは2007年6月22日に3604館で公開され、週末興行成績で初登場1位になった。日本では2007年秋にみゆき座系列ほかで公開予定であったが、中止になった。

## ストーリー
下院議員のエバン・バクスター（スティーヴ・カレル）は、ノース・バージニアの郊外に移り住んでいた。ある日、エバンの前に神（モーガン・フリーマン）が現れ、「洪水が来るから、箱船を造るように」と言われる。

## キャスト
※括弧内は日本語吹替
- エバン・バクスター - スティーヴ・カレル（島田敏）
- 神 - モーガン・フリーマン（前田昌明）
- ジョーン・バクスター - ローレン・グレアム（込山順子）
- ディラン・バクスター - ジョニー・シモンズ
- ジョーダン・バクスター - グラハム・フィリップス
- ライアン・バクスター - ジミー・ベネット
- チャック・ロング議員 - ジョン・グッドマン（玄田哲章）
- リタ・ダニエルズ - ワンダ・サイクス（野沢雅子）
- マーティ・ストリンガー - ジョン・マイケル・ヒギンズ（田原アルノ）
- ユージーン - ジョナ・ヒル
- イヴ・アダムス - モリー・シャノン（本田貴子）
- スーザン・オルテガ - キャサリン・ベル（クレジットなし）（本田貴子）